# Ben McKendry
Ben Millar McKendry (Vancouver, 25 marzo 1993) è un calciatore canadese, centrocampista svincolato.

## Carriera

### Club

#### Inizi, Vancouver Whitecaps e prestito all'FC Edmonton
McKendry iniziò a giocare nei Vancouver Selects, per poi approdare ai Vancouver Whitecaps. Nelle stagioni 2011 e 2012, fece parte della formazione Under-23 iscritta alla Premier Development League. Dal 2012 al 2014 militò anche con la rappresentativa dell'Università del Nuovo Messico, soprannominata Lobos.
Il 26 gennaio 2015 fece ritorno ai Vancouver Whitecaps, venendo ingaggiato come Homegrown Player. Esordì con i Whitecaps il 2 giugno 2016, prendendo parte all'incontro del Canadian Championship perso per 2-0 contro gli Ottawa Fury. Due mesi dopo, esordì anche nelle competizioni continentali, venendo schierato nell'incontro vinto per 1-0 sul campo dei trinidadiani del Central in CONCACAF Champions League. Mentre l'anno successivo, esordì anche in MLS, disputando l'incontro perso per 3-2 sul campo dei San Jose Earthquakes.
Il 26 luglio 2017, passò in prestito fino al termine della stagione all'FC Edmonton, militante nella NASL.

#### Esperienze in Scandinavia
Il 19 marzo 2018 fu acquistato a titolo definitivo dai finlandesi del TPS, che si apprestavano a disputare il campionato di Veikkausliiga.
Il 7 febbraio 2019 si trasferì al Nyköpings BIS, all'epoca militante in Division 1, la terza divisione del campionato svedese. Nel mese di luglio, rimase svincolato.

#### Atlético Ottawa
Il 10 agosto 2020 fece ritorno in patria, firmando con l'Atlético Ottawa, che si preparava a disputare la sua prima stagione nella Canadian Premier League.

### Nazionale
McKendry nel 2020 giocò un incontro con la nazionale canadese Under-20, quello vinto per 5-1 contro i pari età del Nicaragua, in occasione del campionato nordamericano di categoria, realizzando anche la rete del definitivo quinto gol per la sua squadra, con il Canada che, in seguito, venne eliminato ai quarti di finale dai pari età degli Stati Uniti.
Il 22 gennaio 2017 esordì con la nazionale maggiore canadese, in un amichevole vinta per 2-4 contro le Bermuda, venendo sostituito al 46' da Marco Bustos.

## Statistiche

### Presenze e reti nei club
Statistiche aggiornate al 3 ottobre 2022.
| Stagione                        | Squadra                         | Campionato                      | Campionato | Campionato | Coppe nazionali | Coppe nazionali | Coppe nazionali | Coppe continentali | Coppe continentali | Coppe continentali | Altre coppe | Altre coppe | Altre coppe | Totale | Totale |
| Stagione                        | Squadra                         | Comp                            | Pres       | Reti       | Comp            | Pres            | Reti            | Comp               | Pres               | Reti               | Comp        | Pres        | Reti        | Pres   | Reti   |
| ------------------------------- | ------------------------------- | ------------------------------- | ---------- | ---------- | --------------- | --------------- | --------------- | ------------------ | ------------------ | ------------------ | ----------- | ----------- | ----------- | ------ | ------ |
| 2011                            | Vancouver Whitecaps U-23        | PDL                             | 13         | 0          |                 | -               | -               |                    | -                  | -                  |             | -           | -           | 13     | 0      |
| 2012                            | Vancouver Whitecaps U-23        | PDL                             | 7          | 0          |                 | -               | -               |                    | -                  | -                  |             | -           | -           | 7      | 0      |
| Totale Vancouver Whitecaps U-23 | Totale Vancouver Whitecaps U-23 | Totale Vancouver Whitecaps U-23 | 20         | 0          |                 | -               | -               |                    | -                  | -                  |             | -           | -           | 20     | 0      |
| 2015                            | Vancouver Whitecaps II          | USL                             | 21         | 2          |                 | -               | -               |                    | -                  | -                  |             | -           | -           | 21     | 2      |
| 2016                            | Vancouver Whitecaps II          | USL                             | 20         | 2          |                 | -               | -               |                    | -                  | -                  |             | -           | -           | 20     | 2      |
| gen.-lug. 2017                  | Vancouver Whitecaps II          | USL                             | 14         | 2          |                 | -               | -               |                    | -                  | -                  |             | -           | -           | 14     | 2      |
| Totale Vancouver Whitecaps II   | Totale Vancouver Whitecaps II   | Totale Vancouver Whitecaps II   | 55         | 6          |                 | -               | -               |                    | -                  | -                  |             | -           | -           | 55     | 6      |
| 2015                            | Vancouver Whitecaps             | MLS                             | 0          | 0          | CC              | 0               | 0               | CCL                | 0                  | 0                  |             | -           | -           | 0      | 0      |
| 2016                            | Vancouver Whitecaps             | MLS                             | 0          | 0          | CC              | 2               | 0               | CCL                | 2                  | 0                  |             | -           | -           | 4      | 0      |
| gen.-lug. 2017                  | Vancouver Whitecaps             | MLS                             | 1          | 0          | CC              | 2               | 0               |                    | -                  | -                  |             | -           | -           | 3      | 0      |
| Totale Vancouver Whitecaps      | Totale Vancouver Whitecaps      | Totale Vancouver Whitecaps      | 1          | 0          |                 | 4               | 0               |                    | 2                  | 0                  |             | -           | -           | 7      | 0      |
| lug.-nov. 2017                  | FC Edmonton                     | NASL                            | 15         | 0          | CC              | -               | -               |                    | -                  | -                  |             | -           | -           | 15     | 0      |
| 2018                            | TPS                             | VL                              | 29+2       | 0          | CF              | 0               | 0               |                    | -                  | -                  |             | -           | -           | 31     | 0      |
| feb.-lug. 2019                  | Nyköpings BIS                   | D1                              | 9          | 1          | CS              | 1               | 0               |                    | -                  | -                  |             | -           | -           | 10     | 1      |
| 2020                            | Atlético Ottawa                 | CPL                             | 7          | 0          |                 | -               | -               |                    | -                  | -                  |             | -           | -           | 7      | 0      |
| 2021                            | Atlético Ottawa                 | CPL                             | 25         | 1          | CC              | 0               | 0               |                    | -                  | -                  |             | -           | -           | 25     | 1      |
| 2022                            | Atlético Ottawa                 | CPL                             | 24         | 0          | CC              | 1               | 0               |                    | -                  | -                  |             | -           | -           | 25     | 0      |
| Totale carriera                 | Totale carriera                 | Totale carriera                 | 187        | 8          |                 | 6               | 0               |                    | 2                  | 0                  |             | -           | -           | 195    | 8      |